# Черусти (станция УМППЖТ)
Черусти (для отличия от соседствующей станции Черусти Казанского направления также именуется Черусти-2 или Кагановка по старому названию улицы) — железнодорожная станция необщего пользования бывшего Уршельского межотраслевого предприятия промышленного железнодорожного транспорта (по данным на 2009 год — железнодорожного отдела Уршельского стекольного завода) — вторая по значению станция на ведомственной железной дороге Черусти — Уршель. По неподтверждённым данным, ранее называлась Кагановка. 
Станция находится на северо-восточной окраине посёлка Черусти городского округа Шатура Московской области, в 1 километре от станции Черусти РЖД общего пользования. На станции 3 пути, одна боковая посадочная платформа, предназначенная на один вагон (), и одна высокая платформа, предназначенная для погрузки автомобилей в вагоны (). Пути непосредственно станции не электрифицированы, но в 200 метрах к югу по линии расположен электрифицированный тупик, использующийся сейчас как отстойник для электропоездов. Впрочем, он относится к РЖД и не имеет отношения к станции Черусти УМППЖТ.
С 2007 станция не принимает пассажиров. Теперь — это чисто грузовая станция, она выполняет функцию станции примыкания. В сутки не более 1 пары (в редких случаях 2 пары) грузовых поездов на Уршель и станцию Черусти РЖД. Пассажирскому автостопу препятствует ведомственная штрафная политика.

## Вокзал
Несмотря на то, что станция активно действует и не находится в запустении, здание вокзала примерно на одну треть продано московским дачникам, и эта часть здания представляет собой дачный дом с огородом (). Остальная часть здания используется по назначению(), там работает дежурный по станции.
На здании вокзала установлена табличка с названием станции. Табличка относится примерно к 1970-м годам ().